# MGLL
MGLL (англ. Monoglyceride lipase) – білок, який кодується однойменним геном, розташованим у людей на 3-й хромосомі. Довжина поліпептидного ланцюга білка становить 303 амінокислот, а молекулярна маса — 33 261.
| 10         |  | 20         |  | 30         |  | 40         |  | 50         |
| ---------- |  | ---------- |  | ---------- |  | ---------- |  | ---------- |
| MPEESSPRRT |  | PQSIPYQDLP |  | HLVNADGQYL |  | FCRYWKPTGT |  | PKALIFVSHG |
| AGEHSGRYEE |  | LARMLMGLDL |  | LVFAHDHVGH |  | GQSEGERMVV |  | SDFHVFVRDV |
| LQHVDSMQKD |  | YPGLPVFLLG |  | HSMGGAIAIL |  | TAAERPGHFA |  | GMVLISPLVL |
| ANPESATTFK |  | VLAAKVLNLV |  | LPNLSLGPID |  | SSVLSRNKTE |  | VDIYNSDPLI |
| CRAGLKVCFG |  | IQLLNAVSRV |  | ERALPKLTVP |  | FLLLQGSADR |  | LCDSKGAYLL |
| MELAKSQDKT |  | LKIYEGAYHV |  | LHKELPEVTN |  | SVFHEINMWV |  | SQRTATAGTA |
| SPP        |  |            |  |            |  |            |  |            |

A: Аланін

C: Цистеїн

D: Аспарагінова кислота

E: Глутамінова кислота

F: Фенілаланін

G: Гліцин

H: Гістидин

I: Ізолейцин

K: Лізин

L: Лейцин

M: Метіонін

N: Аспарагін

P: Пролін

Q: Глутамін

R: Аргінін

S: Серин

T: Треонін

V: Валін

W: Триптофан

Кодований геном білок за функціями належить до гідролаз, серинових естераз, фосфопротеїнів. 
Задіяний у таких біологічних процесах, як метаболізм жирних кислот, метаболізм ліпідів, деградація ліпідів, біосинтез жирних кислот, біосинтез ліпідів, альтернативний сплайсинг. 
Локалізований у цитоплазмі, мембрані.